# Salmo letnica
La trucha de Ohrid (Salmo letnica), conocida localmente como oхридска пастрмка u ohridska pastrmka en macedonio, es una especie de trucha que se encuentra en Macedonia del Norte y Albania, especialmente en el lago Ohrid. También se han encontrado en el río Drin Negro, que sale del lago Ohrid en Struga, en Macedonia del Norte. 
La trucha de Ohrid es una especialidad de la gastronomía macedonia y de Albania; se usa para sopas y otros platos. Sabe como la trucha marrón cruzada con un salmón atlántico.

### Simbología en Macedonia
La trucha del lago Ohrid es uno de los animales representativos de Macedonia del Norte, junto a otros como el la gaviota cabecinegra, el pastor macedonio, el lince o el pavo real. 
Es por ello que, tras la independencia de Macedonia del Norte en 1991, el Banco Nacional de la República de Macedonia del Norte decidió homenajear a la trucha del lago Ohrid en la moneda de 2 dinares, acuñándose con una figura representativa de este pez en el anverso desde 1993 hasta la actualidad.